# Băcești
Băcești je rumunská obec v župě Vaslui. Žije zde přibližně 4 300 obyvatel. Obec se skládá ze šesti částí.

## Části obce
- Băcești – 2 548 obyvatel
- Armășeni – 379 obyvatel
- Băbușa – 378 obyvatel
- Păltiniș – 561 obyvatel
- Țibăneștii Buhlii – 188 obyvatel
- Vovriești – 239 obyvatel